# 이주세륭
이주세륭(爾朱世隆, 500년 ~ 532년)은 북위(北魏)의 무장이며, 자는 영종(榮宗)이다. 이주언백(爾朱彦伯)과 이주중원(爾朱仲遠)의 동생이며, 이주영(爾朱榮)의 종제(從弟)이다. 수용군(秀容郡) 출신이다.

## 생애
화주자사(華州刺史)인 이주매진(爾朱買珍)의 아들로 태어났으며, 효명제(孝明帝) 만년에 직합장군(直閤將軍)이 된 뒤 전장군(前將軍)을 겸하였다. 이후 이주영이 입조를 신청하자 영태후(靈太后)는 이를 꺼려 이주세륭을 진양(晋陽)에 머물던 이주영에게 보내 단념하도록 설득시켰으나 이주영은 이를 거부했으며, 528년 효명제가 사망한 뒤 이주영이 낙양(洛陽)으로 향하자 낙양을 탈출해 상당(上党)에서 이주영과 합류하였고 급사황문시랑(給事黃門侍郞)으로 임명되었다.
이후 효장제(孝莊帝)가 제위에 오르자 시중(侍中) · 영군장군(領軍將軍) · 좌위장군(左衛將軍) · 영좌우(領左右) · 사주대중정(肆州大中正)을 제수받았으며, 낙평군개국공(樂平公開國公)에 봉해졌다. 그 뒤 거기장군(車騎將軍) 및 영군(領軍)이 되었으며, 좌광록대부(左光祿大夫) 및 상서우복야(尙書右僕射)로 승진하였다. 이후 529년 원호(元顥)가 대량(大梁)으로 향하자 의동삼사(儀同三司) 및 전군도독(前軍都督)에 임명되어 호뢰(虎牢)에 주둔하였으나, 형양(滎陽)에서 양욱(楊昱)이 사로잡히자 호뢰를 버리고 달아나 결국 원호가 낙양을 점령하고 효장제는 하내(河內)로 피신하게 되었다. 그 뒤 효장제가 낙양으로 복귀하자 표기대장군(驃騎大將軍) 및 상서좌복야(尙書左僕射)가 되었으며, 시중에서 해임된 뒤 산기상시(散騎常侍)를 더했다.
그 뒤 530년 이주영이 살해당하자 낙양을 탈출해 이주도율(爾朱都律) 등과 함께 원엽(元曄)을 옹립한 뒤 개부의동삼사(開府儀同三司) · 상서령 (尙書令)이 되었으며 낙평군왕(樂平郡王)으로 추봉되었고, 뒤이어 이주조(爾朱兆)가 낙양으로 병사를 진군시키자 함께 낙양에 입성해 531년 다른 이주씨 일족들과 함께 원엽을 폐위하고 절민제(節閔帝)를 옹립하였다.
이후 532년 이주천광(爾朱天光)이 고환(高歡)과의 전투에서 패배하였고, 다른 이주씨 일족들과 함께 곡사춘(斛斯椿)에게 붙잡혀 사형당했다.